# Cleora monodactylla
Cleora monodactylla là một loài bướm đêm trong họ Geometridae.